# Villanova Mondovì
Villanova Mondovì (piemontiul: Vilaneuva dël Mondvì, okcitánul: La Vila Noeva) település Olaszországban, Piemont régióban, Cuneo megyében. Lakosainak száma 5845 fő (2023. január 1.). Villanova Mondovì Chiusa di Pesio, Frabosa Sottana, Monastero di Vasco, Mondovì, Roccaforte Mondovì és Pianfei községekkel határos.

## Népesség
A település lakossága az elmúlt években az alábbi módon változott:
| Lakosok száma | 5782 | 5795 | 5845 |
|               | 2017 | 2018 | 2023 |